# 費爾芒特 (特拉華州)
費爾芒特（英語：Fairmount）是位於美國特拉華州蘇塞克斯縣的一個非建制地區。該地的面積和人口皆未知。

## 地理
費爾芒特的座標為38°39′59″N 75°13′17″W / 38.66639°N 75.22139°W，而該地的平均海拔高度為9米（即30英尺）。